# Yvandro Borges Sanches
Yvandro Borges Sanches, né le 24 mai 2004 à Luxembourg, est un footballeur international luxembourgeois qui évolue au poste d'ailier ou d'attaquant à l'Heracles Almelo.

## Biographie

### Carrière en club
Borges Sanches est arrivé au Borussia à l'été 2020, en provenance du club luxembourgeois du Racing-Union. Gravissant les échelons des équipes de jeunes de M'gladbach, il dispute également son premier match avec l'équipe première à l'été 2021, lors d'un match amical contre le Bayern Munich.
Lors du début de saison 2021-2022, il fait partie de l'équipe des moins de 19 ans, marquant régulièrement pour les jeunes Borussenv,.

### Carrière internationale
Déjà international junior avec le Luxembourg, Yvandro Borges fait ses débuts avec les espoirs en juin 2021.
Appelé en équipe nationale senior par Luc Holtz pour la première fois en août 2021, il fait ses débuts internationaux avec le Luxembourg le 4 septembre 2021, entrant en jeu lors de la défaite 4-1 en éliminatoires de la Coupe du monde contre la Serbie,.

## Statistiques
| Saison                | Club                     | Championnat           | Championnat | Championnat | Coupe(s) nationale(s) | Coupe(s) nationale(s) | Compétition(s) continentale(s) | Compétition(s) continentale(s) | Compétition(s) continentale(s) | Total | Total |
| Saison                | Club                     | Division              | M.          | B.          | M.                    | B.                    | Comp.                          | M.                             | B.                             | M.    | B.    |
| 2022-2023             | Borussia Mönchengladbach | Bundesliga            | 3           | 0           | 2                     | 0                     | -                              | -                              | -                              | 5     | 0     |
| 2023-2024             | Borussia Mönchengladbach | Bundesliga            | 3           | 0           | -                     | -                     | -                              | -                              | -                              | 3     | 0     |
| Sous-total            | Sous-total               | Sous-total            | 6           | 0           | 2                     | 0                     | -                              | 0                              | 0                              | 8     | 0     |
| 2023-2024             | NEC Nimègue (prêt)       | Eredivisie            | 2           | 0           | 1                     | 0                     | -                              | -                              | -                              | 3     | 0     |
| Sous-total            | Sous-total               | Sous-total            | 2           | 0           | 1                     | 0                     | -                              | 0                              | 0                              | 3     | 0     |
| Total sur la carrière | Total sur la carrière    | Total sur la carrière | 8           | 0           | 3                     | 0                     | -                              | 0                              | 0                              | 11    | 0     |